# Tập đoàn quân 57 (Liên Xô)
Tập đoàn quân 57 (tiếng Nga: 57-я армия) là một đơn vị quân sự chiến lược cấp Tập đoàn quân của Hồng quân Liên Xô, được thành lập hai lần vào những năm 1941 và 1943. Tập đoàn quân 57 đã tham gia vào các cuộc chiến chống lại quân Đức trong Thế chiến hai.

## Lịch sử

### Thành lập lần đầu tiên
Tập đoàn quân 57 được thành lập vào tháng 10 năm 1941 và trực thuộc Lực lượng Dự bị của Bộ Tư lệnh Tối cao (RVGK). Biên chế vào tháng 12 năm 1941:
| Sư đoàn súng trường 333 Sư đoàn súng trường 335 Sư đoàn súng trường 337 Sư đoàn súng trường 341 | Sư đoàn súng trường 349 Sư đoàn súng trường 351 Sư đoàn kỵ binh 60 Sư đoàn kỵ binh 79 |

Trong Trận Kharkov tháng 5 năm 1942, Tập đoàn quân đã bị bao vây và gần như bị tiêu diệt. Tư lệnh tập đoàn quân Tướng Podlas, tử trận trong khi nỗ lực phá vòng vây. Tháng 12 năm 1942, Tập đoàn quân là một phần của Phương diện quân Stalingrad. Tập đoàn quân 57 bị giải tán vào tháng 2 năm 1943.

### Thành lập lần thứ hai
Tập đoàn quân 57 được thành lập lần thứ hai vào tháng 4 năm 1943 và trực thuộc Phương diện quân Tây Nam. Đơn vị sau đó đã chiến đấu ở Ukraine, Romania, Bulgaria, Nam Tư và Hungary cho đến khi chiến tranh kết thúc. Khi chiến tranh kết thúc, Tập đoàn quân 57 trực thuộc Phương diện quân Ukraina 3, biên chế gồm có:
| Đơn vị bộ binh Quân đoàn súng trường cận vệ 6 Sư đoàn Dù cận vệ 10 Sư đoàn súng trường cận vệ 20 Sư đoàn súng trường cận vệ 61 Quân đoàn súng trường 64 Sư đoàn súng trường cận vệ 73 Sư đoàn súng trường 113 Sư đoàn súng trường 299 Quân đoàn súng trường 133 Sư đoàn súng trường 84 Sư đoàn súng trường 104 Sư đoàn súng trường 122 | Đơn vị pháo binh Lữ đoàn pháo binh 160 Trung đoàn pháo binh Quân đoàn cận vệ 42 Trung đoàn chống tăng 374 Trung đoàn súng cối 523 Trung đoàn Phòng không 71 | Đơn vị kỹ thuật Lữ đoàn Công binh 65 |

Tập đoàn quân 57 trở thành một bộ phận của Lực lượng Tác chiến Phương Nam được thành lập vào tháng 6 năm 1945. Tập đoàn quân đóng quân tại Romania với trụ sở chính tại Craiova. Ngày 10 tháng 6 năm 1946, Tập đoàn quân 57 trở thành Tập đoàn cơ giới 9, bao gồm:
- Sư đoàn xe tăng 19
- Sư đoàn cơ giới hóa 20
- Sư đoàn cơ giới hóa cận vệ 24
- Quân đoàn súng trường cận vệ 6

Vào tháng 12, Quân đoàn súng trường cận vệ 6 bị giải tán cùng với hai sư đoàn của nó. Đầu năm 1947, Sư đoàn xe tăng 19 được chuyển trở lại Liên Xô, nơi nó đã bị giải tán. Vào ngày 15 tháng 7 năm 1947, Tập đoàn quân tự giải tán cùng với các Sư đoàn cơ giới cận vệ 20 và 24.

## Danh sách tư lệnh
- 10.1941 - 02.1942: Dmitry Riabyshev
- 02.1942 - 05.1942: Kuzma Podlas
- 05.1942 - 06.1942: Aleksandr Batiunia
- 06.1942 - 07.1942: Dmitry Nikishov
- 07.1942 - 01.1943: Fyodor Tolbukhin
- 04.1943 - 05.1943: Pavel Rybalko
- 05.1943 - 10.1944: Nikolay Gagen
- 10.1944 - 05.1945: Mikhail Sharokhin
- 06.1946 - 02.1947: Issa Pliyev
- 02.1947 - 07.1947: Nikolay Gusev